# Académie algérienne de la langue amazighe
L'Académie algérienne de la langue amazighe (en berbère standard algérien : Takadimit Tazzayrit n Tutlayt Tamaziɣt -  ⵜⴰⴽⴰⴷⵉⵎⵉⵜ  ⵜⴰⵣⵣⴰⵢⵔⵉⵜ ⵏ  ⵜⵓⵜⵍⴰⵢⵜ  ⵜⴰⵎⴰⵣⵉⵖⵜ), fondée et officialisée le 27 décembre 2017, est une institution algérienne dont la fonction est de normaliser et de perfectionner le Tamaziɣt (l'amazigh standard),. 
L’académie est présidée par Mohamed Djellaoui, doyen de la faculté des langues et lettres de l'université de Bouira et chercheur en langue et littérature amazighes.

## Historique
Le président algerien Abdelaziz Bouteflika devant le Conseil des ministres réuni le 27 décembre 2017, avait mandaté son Premier ministre Ahmed Ouyahia afin d'appliquer les directives émises. C'est ainsi qu'Ahmed Ouyahia avait réuni et présidé un conseil interministériel le 8 janvier 2018 consacré à la dynamisation de l'enseignement du Tamazight et à la préparation du projet de loi organique portant création d'une Académie algérienne de la langue amazighe[réf. souhaitée].
Ce Conseil interministériel avait débouché sur une série de mesures, notamment l’allocation de postes budgétaires supplémentaires, pour renforcer l’enseignement de Tamazight dans le système éducatif algérien, et pour élargir la formation et la recherche en Tamazight au niveau des universités algériennes. Par ailleurs, un groupe de travail interministériel serait installé auprès des Services du Premier ministre pour s’atteler à la préparation d’un Avant-projet de loi portant création de cette académie linguistique.
Ce texte suit le parcours habituel au niveau du Gouvernement puis du conseil des ministres avant d’aboutir devant le Parlement algérien au cours du premier semestre 2018.

## Missions
La mission qui lui est assignée dès l’origine, et qui sera précisée en 2018, est de fixer la langue berbère, de lui donner des règles, de la rendre pure et compréhensible par tous, donc d'uniformiser cette dernière. Elle doit dans cet esprit commencer par composer un dictionnaire.
Une première édition du Dictionnaire de l'Académie algérienne de la langue amazighe sera publiée incessamment.
Cette académie rassemble des personnalités marquantes de la vie culturelle les poètes, romanciers, dramaturges, critiques littéraires, philosophes, historiens et des scientifiques qui illustrent la langue amazighe.
Le 8 janvier 2019, un décret présidentiel daté du 23 décembre 2018 est publié dans le Journal officiel, par lequel le président et les membres de l'Académie sont désignés. L’Académie est composée de 40 membres, essentiellement des enseignants-chercheurs des trois départements de langue et culture amazighe d'Algérie et présidée par le professeur Mohamed Djellaoui, Doyen de la faculté des langues et lettres de l’université de Bouira. La publication de cette liste a été suivie d'une critique quant aux normes de désignation de ces membres et l'absence de noms connus dans ce domaine à l'instar de Salem Chaker et Ramdan Achab. Le professeur Abderezzak Dourari a démissionné le lendemain de sa nomination.

## Fonctions
Sa création comme institution étatique républicaine littéraire s'inscrit dans la continuité de la reconnaissance identitaire de Tamazgha qui avait fait de l'amazigh la langue officielle.
La principale fonction de l’Académie sera de travailler avec tout le soin et toute la diligence possible à donner des règles certaines aux langues amazighs ». Ainsi, le but de la normalisation de la langue n'est pas strictement administratif et juridique, mais aussi de lui donner une rigueur scientifique et technique en créant une "nouvelle langue" amazighe[réf. souhaitée].
Depuis sa fondation, l'Académie a pour mission de veiller sur l'état de la langue et de rappeler son bon usage. Elle est garante de la précision de la langue amazigh, en ayant pour objectif d'éviter qu’une confusion dans les mots n'entraîne une confusion dans les idées.

### Définir les normes de la langue amazigh
La première mission est d'enregistrer et d'étudier toutes les variations de tournures, de prononciation et d'orthographe, puis d'en dégager la forme la plus cohérente qui puisse servir de norme aux imprimeurs, aux rédacteurs des lois et des documents administratifs, à l'enseignement. Pour s’en acquitter, l’Académie travaillera dans deux directions:
- Recueillir la nomenclature des mots, de leur prononciation, de leur orthographe et de leur sens pour éditer un dictionnaire lexicographique[17].
- Le même travail sera entrepris pour établir la Grammaire de l'Académie algérienne de la langue amazigh, dont la publication sera opérée à l'achèvement de sa rédaction[18].

Elle éditera le Dictionnaire de l'Académie algérienne de la langue amazigh qui fixera l’usage de la langue, mais fera aussi des recommandations et participera aux différentes commissions de terminologie.

### Imposer le standard
L'Académie algérienne de la langue amazigh ne se proclame pas être la créatrice de la langue amazigh, considérant que son rôle est uniquement de constater, de recueillir et de normaliser les usages. En cela, elle opère de la même manière que les autres institutions républicaines qui recueillent les us et coutumes algériennes, et les codifient en lois sans se donner le droit d'en changer les dispositions.
Cette académie détient pourtant de fait un pouvoir moral dans le domaine de la langue amazigh : on la considère volontiers en Algérie, en raison de son Dictionnaire en constante reconstruction, comme autorité naturelle pour décider du bon usage en matière de langue amazigh : nomenclature des mots, orthographe et même règles de grammaire.
Cette autorité est complétée en premier lieu par des ministères algériens comme le ministère de l'Éducation nationale ; ensuite par certaines institutions de normalisation nationales à l'instar du Haut commissariat à l'amazighité, voire par une conception libérale qui donne une égale autorité à tous les éditeurs privés ; mais aussi par les décisions d'autres pays amazighophones, en particulier le Maroc et son Institut royal de la culture amazighe.
Cette académie veillera à la rectification d'anomalies orthographiques, suppressions de certains accents, et amazighisation des noms d'origine étrangère.

### Encourager les bonnes pratiques

#### Attribution de prix littéraires
Ainsi, l’Académie algérienne de la langue amazighe décernera chaque année des prix littéraires, dont :
- le grand prix de littérature de l'Académie algérienne de la langue amazigh[25];
- le grand prix de l'amazighophonie, décerné chaque année, et qui témoignera de l’intérêt de l’Académie pour le rayonnement de la langue amazigh dans le monde[26].

## Statut et organisation
L'Académie algérienne de la langue amazigh est une personne morale de droit public à statut particulier gérée par ses membres en assemblée, c'est-à-dire une institution publique centrale de l'État algérien.
Elle élit son secrétaire général qui, comme son nom l'indique, le reste jusqu'à son décès ou à sa démission. Cette permanence en fait le personnage le plus important de l'institution. Elle élit également, un président chargé de présider les séances.

## Rôle de l'Académie amazigh

### Rectifications de l’orthographe
Sous l'autorité du Haut commissariat à l'amazighité, plusieurs points précis concernent le suivi de l’orthographe amazigh:
- le trait d’union[30];
- le pluriel des mots composés
- diverses anomalies[31].

C’est sur ces points entre autres que porteront les propositions de cette Académie en ne visant pas seulement l’orthographe du vocabulaire amazighe existant, mais aussi et surtout celle du vocabulaire à naître, en particulier dans les sciences et les techniques.

### Enrichissement de la langue amazighe
Le développement des sciences et des techniques qui s'est accéléré depuis quelques décennies[Depuis quand ?] nécessite l'emploi de termes amazighs dans les domaines scientifiques et techniques où apparaissent sans cesse de nouvelles réalités à nommer. Les pouvoirs publics algériens mettront en place un dispositif de terminologie et de néologie sous l'autorité du ministère de l'Enseignement supérieur et de la Recherche scientifique. Celui-ci sera institué pour l'enrichissement de la langue amazighe. Cette académie participera ainsi au dispositif d'enrichissement de la langue amazighe, la terminologie, la néologie, et les différentes étapes du processus d'élaboration des termes amazighs.
Elle participera aux travaux des commissions spécialisées qui proposent, dans tous les domaines (informatique, télécommunications, transports, ingénierie, sport, etc) des termes amazighs pour désigner les notions nouvelles. Elle examinera les propositions des commissions spécialisées, et elle donnera son aval pour la publication des termes amazighs au Journal officiel de la République algérienne démocratique et populaire. Les termes et leurs définitions seront également publiés sur un site internet accessible aux professionnels et au grand public. L'usage des termes amazighs deviendra alors obligatoire au sein des administrations et des services publics en remplacement des termes étrangers.